# Gesamtdeutsche Tagung
Die Gesamtdeutschen Tagungen waren jährlich im Januar in Berlin stattfindende Veranstaltungen des Coburger Convents (CC) und der Deutschen Sängerschaft (DS) während der Zeit der deutschen Teilung. Daher beschäftigten sie sich vordringlich mit den Ursachen, den kulturellen, politischen und wirtschaftlichen Auswirkungen der deutschen Teilung und ihrer möglichen Überwindung und hatten die Aufgabe, aktive Mitglieder (also Studenten) des CC und der DS mit dieser Problematik vertraut zu machen. Nach Öffnung der innerdeutschen Grenzen und der Wiedervereinigung Deutschlands  veranstalten DS und CC seit 1992 den Studententag in wechselnden Hochschulstädten.